# Frieda Allenbach
Maja Frieda Allenbach, Taufname Frieda Maja Meier (* 6. Mai 1907 in Basel; † 2002 ebenda) war eine Schweizer Grafik-Designerin und Zeichnerin.

## Leben und Werk
Maja Allenbach war mit dem Architekten Werner Allenbach (1903–1975) verheiratet. Nach der Heirat nahm sie dessen Familiennamen an und nannte sich mit Vornamen nur noch Maja. In der Folge wurden zahlreiche ihrer Arbeiten, häufig ihrem Mann zugeschrieben, da sie unter seinem Namen erschienen. 
Anfang der 1930er-Jahre arbeitete sie mit ihrem Mann in einer Wohnung mit Atelier in Bern. In den 1930er-Jahren war Maja Allenbach vorwiegend als Grafikerin in den Bereichen Buch- und Plakatgestaltung tätig. So gestaltete sie u. a. Plakate für die Ortsgruppe Bern des SWB. 
1932 reichten Maja Allenbach, der Grafiker, Typograf und Maler Eugen Jordi und der Architekt Ernst Mumenthaler in einem geschlossenen Wettbewerb einen Entwurf für die standardisierte Aussenbeschilderung der PTT-Ämter ein. Der Entwurf von Maja Allenbach war ebenso wie jener von Mumenthaler in serifenlosen Minuskeln gesetzt und gewann über die Landesgrenzen hinaus Vorbildcharakter für Richtungsschilder, wurde jedoch nicht umgesetzt.
Da Maja Allenbach die Fotografie und Typografie als Gestaltungsmittel in den Konsumplakaten zusammenführte, darf sie als frühe Vertreterin des Fotoplakats in der Schweiz gelten. Besonders mit ihrem surrealen Plakat für die Astra Fett- und Ölwerke von 1935 sorgte sie für Aufsehen. Maja Allenbach arbeitete auch mit den Fotografen Ernst A. Heiniger oder Gotthard Schuh zusammen. 
Maja Allenbach blieb bis an ihr Lebensende freikünstlerisch tätig. Ihre Werke sind u. a. in der Sammlung des Museum für Gestaltung Zürich vertreten. Ihre letzten Plakate stammen aus den späten 1940er-Jahren.